# Вила Нова де Гаја
Вила Нова де Гаја (порт. Vila Nova de Gaia) је трећи по величини град и општина у Португалији, смештен у њеном северозападном делу. Град је у саставу округа Порто, где чини једну од приградских општина. То је, у ствари, највеће предграђе у држави.
Вила Нова де Гаја је данас посебно позната по чувеним подрумима, где се чува и где стари чувено вино Порто. Они су данас важна туристичка одредишта.

## Географија
Град Вила Нова де Гаја се налази у северозападном делу Португалије. Од главног града Лисабона град је удаљен 315 километара северно, а од Портоа га дели само река Дуро. 
Рељеф: Вила Нова де Гаја се налази у бреговитом подручју, на надморској висини од 0-150 m.
Клима: Клима у Вили Нови де Гаја је умерено континентална клима са значајним утицајем Атлантика и Голфске струје (велике количине падавина).
Воде: Вила Нова де Гаја се налази на ушћу реке Дуро у Атлантски океан. Град заузима леву обалу реке, док је са десне Порто.

## Историја
Подручје Виле Нове де Гаја насељено још у време праисторије. Развој већег насеља почиње средином 18. века са осавремењавањем технологије унапређења квалитета вина. Последњих деценија насеље је посебно нарасло ширењем градске зоне Портоа. Град је добио градска права 1984. године.

## Становништво
По последњих проценама из 2011. г. општина Вила Нова де Гаја има око 300 хиљада становника, од чега око 180 хиљада живи на градском подручју.

## Партнерски градови
- Рио де Жанеиро

## Галерија
- Вила Нова де Гаја ноћу
- Авенија Републике, најважнија улица у граду
- Један од градских винских подрума
- Градска кућа